# گرگنتالا
گرگنتالا (به لاتین: Gergentala) یک منطقهٔ مسکونی در روسیه است که در داغستان واقع شده‌است.